# ماكلارين
هو فريق سباق سيارات فورميولا 1 أسسه البطل النيوزلندي الراحل بروس مكلارن.

## قصة تأسيس فريق مكلارن

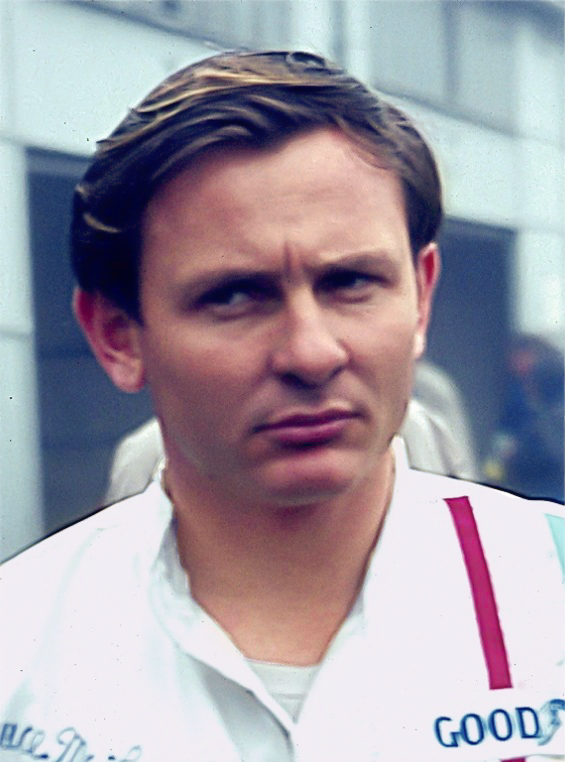
بروس ماكلاين عام 1966.

ولد بروس مؤسس الفريق في 30-8-1937م وتوفى في إحدى التجارب الصباحية في يونيو 1970م وقد بدأ مسيرته في سباق السيارات في منتصف الخمسينات وأخذ فرصته في الفورمولا 2 عام 1958 إلا أن نجاحاته ظهرت في الموسم التالي واستطاع الفوز بسباق سيبرينغ وبذلك يكون اصغر سائق يفوز بالسباق وكان يبلغ من العمر 22 سنة وبعدها بسنوات استطاع أن يصل إلى الفورمولا1 ويؤسس شركة متخصصة لإنتاج السيارات الرياضية والمحركات وكانت تمتاز بسمعة وتقنية وأداء عالي جدا.
وقد فاز بروس بأول نقطة لفريقه في بريطانيا عام 1966م عندما حل سادساَ مع العلم أنه انطلق من المركز الثالث عشر. بعدها ساعد ديني هولم الفريق وقاده إلى خمسة انتصاراتِ وبيتر ريفسون إلى اثنين بين عامي 1968 و1973م اللذان وضعا الأسس بنجاح، وفي السنة التالية فاز المكلارن ببطولة السائقين والصانعين وكان لها النجاح الكبير في موسم 1976م
عندما فاز جيمس ببطولة السائقين في جو شديد المطر في السباق الأخير في جبلِ فيجي، ويهزم نيكي لودا سائق فيراري وياتي بالمركز الأول بفارق نقطة واحدة. وبعد ذلك عانى الفريق وخرج بدون انتصارات من موسم1977 إلى 1981م بعدها انهى جون واتسون الجفاف أخيراً في سيلفسترون، وبعد ذلك اشترى رون دنيس حصة من الشركة لتبدا صفحة جديدة من البطولات والإنجازات للفريق بعدما استطاع إدخال تطويرات كثيرة على الفريق واستمر فريق المكلارن في الهيمنة على معظم الثمانينياتَ وأوائل التسعينيات. بعد إنهاء علاقتهم الطويلةِ مع محركات الفورد التي تعود إلى1970م ،المكلارن لم تنجح مع محركات توربو عادية الأداء.

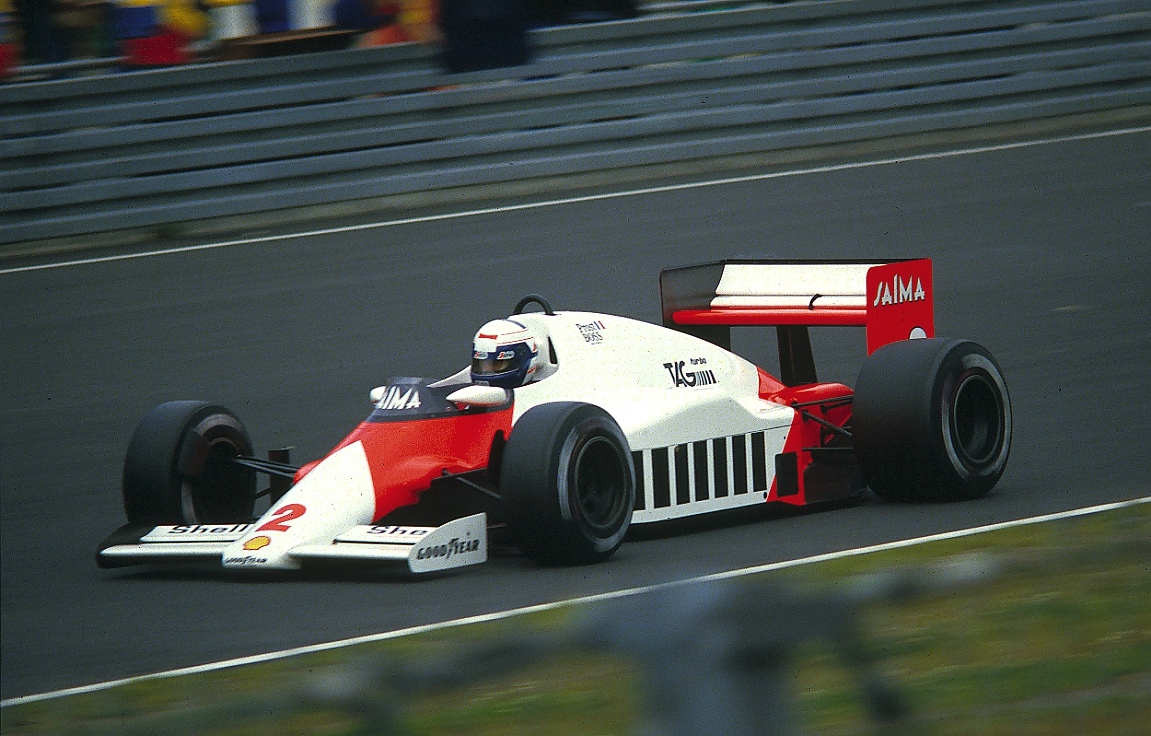
آلان بروست في الماكلاين MP4/2B.

وفي موسم 1984 /1985م فازت ببطولةَ السائقين والصانعين مع نيكي لودا وآلان بروست بالرغم أن المكلارن خسرت الفوز ببطولة الصانعين لصالح الويليامز في موسم 1986/1987 إلا ان آلان بروست فاز ببطولة السائقين في موسم 1986 في موسم 1988 كانت المكلارن في قمةَ قوتهم مع محركات هوندا عالية الأداء واستمر الفريق بهذا النجاح وفاز ببطولة الصانعين ثلاث مرات متتالية بالتّسلسل بين عامي 1988 و1991 مع سينا وبروست ولم يفرط بلقب السائقين وهذه هي المرة الأولى التي تحصل في تاريخ الفورمولا1 وقد كان الفريق يكافح من أجل إيجاد مخرج وبعد فوزِ آيرتون سنا في أديليد في موسم 1993 لم يسجل الفريق أي فوز لثلاث مواسم متتاليةِ، وبعد سلسلة البيجو الغير منافسةِ ومحرّكاتِ فورد، وفي عام1995 وقعت المكلارن مع دايملر كرايسلر (مرسيدس بنز) ومعها بدأت صفحة جديدة من تاريخ المكلارين وجاء الفرج مع ديفيد كولتارد لإنهاء الجفاف في ميلبورن في موسم 1998 وقد أصبح كل شيء مفهوماً للمكلارين عندما ضمنوا بطولةَ الصانعين بتسعة انتصارات وبطولة السائقين للفنلندي الطائر ميكا هاكينن.
بينما في موسم 1999 وعلى الرغم من بعض اللحظاتِ النادرةِ من الجنونِ من الفنلندي الطائرِ، فقد فاز المكلارين ببطولة السائقين ثانيةً، وخسر بطولة الصانعين لصالح المنافس الرئيسي فيراري وبعد أن اشترت دايملر كرايسلر 40% من أسهم الفريق عزمت المكلارين على حصد لقب السائقين للمرة الثالثة على التوالي في موسم 2000 بالإضافة إلى إِسترداد بطولةِ الصانعين من الفيراري في موسم، ولكن مع بدايةِ موسم 2000 كان تطور الفريق المنافس فيراري ملفتاً. كما أن الثقة المفرطة واللا مبالاة من هاكينن وكثرة الأعطال تركت المكلارين تتخلف عن الفريقِ الإيطاليِ بمقدار 30 نقطة تقريباً بعد ثلاث جولات. لكن ومع تقدم الموسم بدأ الفريق يعود شيئا فشيئا مع هاكينن وكولتهارد ويمسكان خيط الانتصارات في منتصف الموسم ولكن الوقت قد فات لتدارك أخطاء البداية.
أما العام 2001 فكان يحمل آمال جديدة، ويمكن الاعتماد على ميكا وديفيد لاسترجاع الألقاب السابقة. لكن سيطرة الفيراري المطلقة بقيادة مايكل شوماخر وغياب الحماس عند ميكا هاكينن قد سمحا للفيراري بالابتعاد بفارق شاسع عن الفرق الأخرى، واحتل فريق المكلارين المركز الثاني مع 102 نقطة حيث برز ديفيد كولتارد مكان هاكينن الذي أعلن عام 2002 وداع الفورمولا1.

## ما بعد بروس ماكلارين
بعدها وجد الفريق نفسه مضطرًا لإجراء تغييرات على السائقين بعد رحيل ميكا، ووقع الاختيار على مواطنه الفنلندي كيمي رايكونن الذي كان يبلغ من العمر حينها 22 سنة فقط لكن الفريق لم ينال المطلوب ليحتل المركز الثالث، وفي ذلك الموسم استطاع المكلارين أن يفوز بسباق واحد فقط مع كولتارد وكاد كيمي أن يحصد فوزه الأول في موسمه الأول مع الفريق باول سباق له إلا أن انزلاق سيارته حال دون ذلك ليستغل شوماخر ذلك الخطا ويفوز بالسباق.

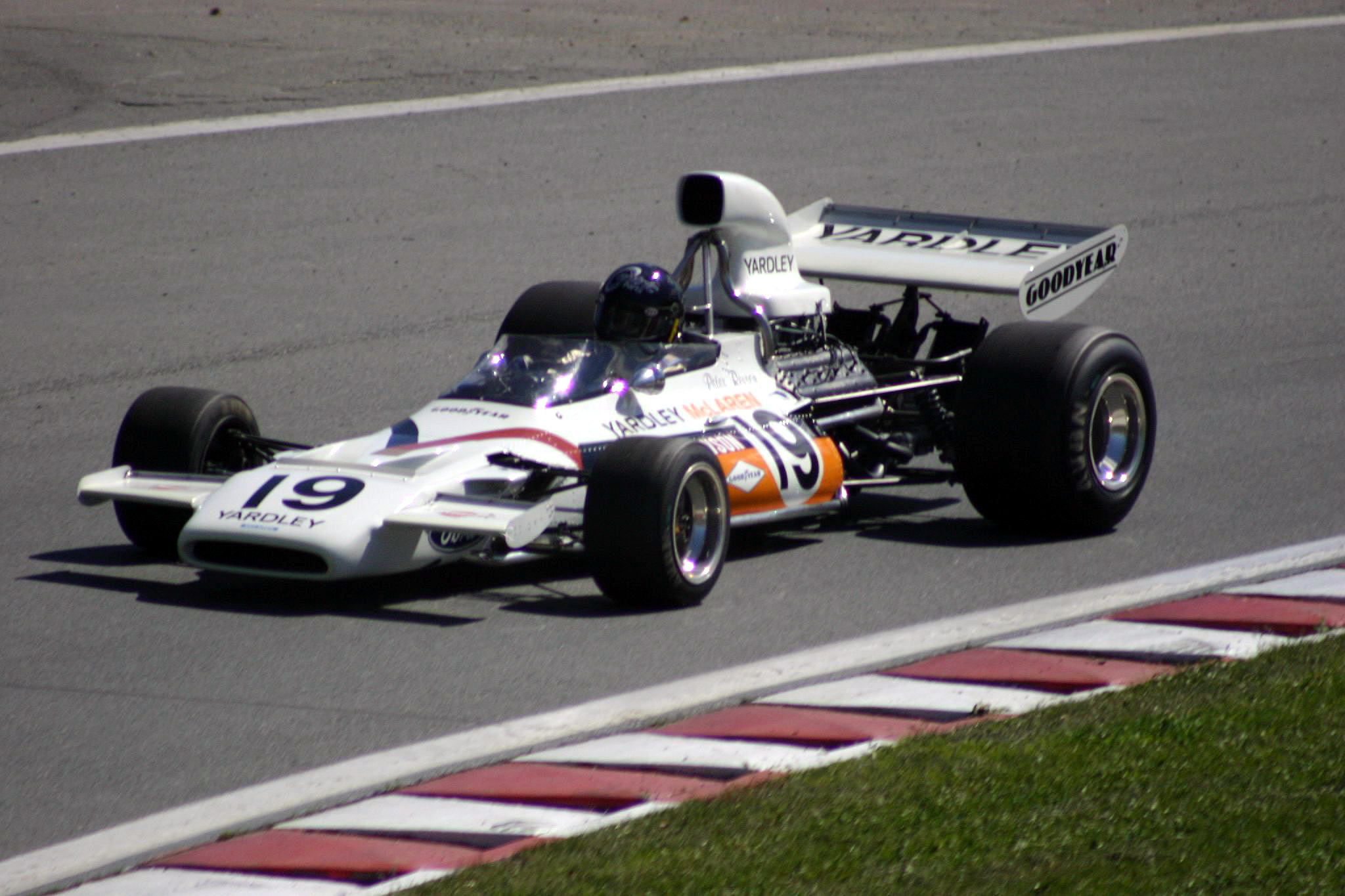
الماكلاين M19C

وفي موسم 2003 أخذت الأمور منعطفاً آخر. فظهر بوجه مغاير تماماً عن الموسم الماضي وبدأت السيارة تتطور وتكون سيارة تنافسية فاستطاع كيمي مجاراة شومي رغم فارق السن والخبرة حتى السباق الأخير لكنه في نهاية البطولة احتل المركز الثاني والامر الغريب في ذلك الموسم والمثير للدهشة أن الفريق لم يستطع أن يبدأ الموسم بسيارته الجديدة MP4-18 بسبب مشاكل تقنية كانت تلازمه ولكن سيارة المكلارين القديمة MP4-17D لم تخيب الظن وكان أدائها أكثر من رائع.
أماموسم 2004 فقد كانت السيارة سيئة وبعيدة جداً عن المنافسة مع محرك ضعيف كثير الأعطال فقررت الشركة تحسين وإجراء بعض التعديلات على السيارة في منتصف الموسم حتى تكون قادرة على المنافسة. وقد أثمرت هذه التحسينات بفوز كيمي في سباق بلجيكا ولكن بدأت المشاكل تظهر مرة أخرى فأجبرت الفريق على الانسحاب في كثير من السباقات رغم أداء كيمي الرائع والانطلاق من المركز الأول لـ 12 مرة وهذا رقم كبير إذا أردت أن تكون منافساً في البطولة.
بعدها وفي موسم 2005 حل الكولومبي خوان بابلو مونتويا محل البريطاني كولتارد وبذلك أصبح المكلارين فريق ينافس على اللقبين وبقوة فحقق عشرة انتصارات من أصل 19 سباقاً مقابل ثماني سباقات للرينو التي فازت بالبطولة.
وفي موسم 2006 كان موسماً يتطلع إليه الفريق للفوز باللقبين لكن السيارة أظهرت ضعفها وعدم قدرتها على المنافسة برغم الأداء الرائع من كيمي إلا أن السيارة لم تساعده بسبب ضعف المحرك واحتراقه في كثير من السباقات.
بالإضافة للأخطاء الكثيرة التي وقع فيها فريق مرآب الصيانة عند دخول السيارة والوقت الطويل الذي كان يستغرقه، وفي ذلك الموسم أيضاً تم تغيير مونتويا بالإسباني بيدرو ديلاروزا إلا ان الأخير لم يقدم أي شيء يذكر ليخرج الفريق من الموسم ثالثا.